# AL 129-1
AL 129-1 é uma articulação de joelho fossilizada da espécie Australopithecus afarensis. Foi descoberto em Hadar, na Etiópia, por Donald Johanson em novembro de 1973.

## Descoberta
O geólogo francês Maurice Taieb descobriu o sítio arqueológico de Hadar em 1972. Ele então formou a International Afar Research Expedition, convidando Donald Johanson, um paleoantropólogo americano que viria a ser chefe do Instituto de Origens Humanas da Universidade Estadual do Arizona; e Yves Coppens, um paleontólogo francês ligado ao Collège de France, para co-dirigir a pesquisa. Uma expedição foi formada com quatro integrantes americanos e sete franceses. No outono de 1973, a equipe trabalhou em Hadar, na Etiópia, a procura de fósseis e artefatos relacionados à origem dos seres humanos.
Inicialmente eles encontraram numerosos fósseis, mas nenhum de hominídeos. Até que em novembro de 1973, perto do final da primeira temporada de trabalhos, Johanson chutou o que ele pensava que ser uma costela de hipopótamo. Ele descobriu que na verdade era um fóssil da porção proximal (a extremidade superior) de uma tíbia. Devido ao pequeno tamanho, Johanson pensou que o fragmento ósseo era de um macaco, e decidiu guardá-lo. Enquanto estava escrevendo-o, o pesquisador notou, a alguns metros de distância, a extremidade inferior de um fêmur (parte distal). Havia apenas um dos dois côndilos (proeminências do fêmur que ajudam na formação da articulação do joelho). O outro côndilo estava ao lado dele, e quando Johanson juntou com a tíbia proximal, o ângulo que o fêmur e a tíbia formavam na articulação do joelho mostrou claramente que este era um hominídeo que andava em posição ereta.